# José Félix Monteiro
José Félix Monteiro, barão e visconde de Moçoró (Taubaté, 14 de janeiro de 1838 — 15 de julho de 1892) foi um fazendeiro, empresário e político brasileiro.
Filho do comendador Francisco Alves Monteiro e de D. Teodora Joaquina de Moura, casou-se com Mariana Augusta Varela. Era irmão do visconde de Tremembé, este, avô do escritor Monteiro Lobato. Seu irmão visconde de Tremembé serviu de inspiração para o neto Monteiro Lobato criar o personagem Visconde de Sabugosa, do Sítio do Picapau Amarelo.
Grande fazendeiro de café, fundou com seu irmão visconde de Tremembé a Casa Bancária José Francisco Monteiro & Irmão, e com seu cunhado, Augusto Varela e os outros irmãos José Gabriel e José Rodolfo, a firma Monteiro & Varella, comerciante de ferragens, tecidos, secos e molhados, em Taubaté.
Mudou-se para São Paulo, onde elegeu-se vereador suplente, em 1882, e foi um dos fundadores do Liceu de Artes e Ofícios.
Era filiado ao Partido Liberal, onde militou até a Proclamação da República (1889).
Agraciado barão, em 25 de julho de 1877, e visconde, em 16 de outubro de 1888.